# Rendimiento luminoso
El rendimiento luminoso (η) de una fuente de luz es la relación entre el flujo luminoso emitido y la potencia consumida por dicha fuente. En unidades del SI, se mide en lumen por vatio (lm/w).
Viene dado por la expresión:
{\displaystyle \eta ={\frac {F}{P}}={\frac {lm}{W}}}
Donde
{\displaystyle P\,} es la potencia consumida por la fuente.
{\displaystyle F\,} es el flujo luminoso emitido.

Es común ver este valor en términos de porcentaje de eficiencia, aunque no lo es pues tiene las unidades (lm/w). Teóricamente el máximo rendimiento luminoso es 350lm/W, siendo a la práctica un valor considerablemente inferior

## Ejemplos de valores para diferentes tipos de lámparas
Por ejemplo, una lámpara incandescente corriente suele emitir un 85% de la energía eléctrica gastada en forma de calor y otras radiaciones, y un 15% efectivamente en iluminación visible, por lo que es muy ineficiente. Si tenemos una lámpara incandescente de 60 W, 51 W se emplean en calentar el foco, el aire y las paredes cercanas, y 9 W se emplean en iluminación. Si además tenemos que dicha lámpara tiene una iluminación de 900 lumen (dependiendo por supuesto del tipo de lámpara y del estado de limpieza en el que se encuentre), entonces se puede decir que el rendimiento luminoso de dicha lámpara es de η = 15 lm/W (O mal llamado del 15%). 
- Lámpara incandescente: 10 a 15 lm/W
- Lámpara halógena: 15 a 25 lm/W
- Lámpara LED: 15 a 164 lm/W
- Mercurio Alta Presión: 35 a 60 lm/W
- Lámpara fluorescente compacta: 50 a 90 lm/W
- Lámpara fluorescente: 60 a 95 lm/W
- Halogenuros metálicos: 65 a 120 lm/W
- Sodio Alta Presión: 80 a 150 lm/W
- Sodio Baja Presión: 100 a 200 lm/W